# Rolf Kuhrt
Rolf Kuhrt (* 19. Oktober 1936 in Bergzow) ist ein deutscher Maler, Grafiker und Plastiker.

## Leben
Nach der Schule begann Rolf Kuhrt zunächst 1950 eine Lehre als Chemiewerker, die er nach wenigen Monaten abbrach. Seinen Interessen folgend absolvierte er im gleichen Betrieb eine Lehre zum Schrift- und Plakatmaler, die er 1954 abschloss. Nach einer weiteren Ausbildung an der Fachschule für angewandte Kunst Magdeburg studierte er von 1956 bis 1962 an der Hochschule für Grafik und Buchkunst Leipzig unter anderem bei Wolfgang Mattheuer, Albert Kapr und Bernhard Heisig. Während des Studiums führten ihn Studienreisen nach Albanien (1958), Bulgarien (1959) und in die Tschechoslowakei (1961).
Der Hochschule für Grafik und Buchkunst Leipzig blieb er auch nach seinem Studium verbunden. So hatte er bis 1965 eine Aspirantur an der Hochschule inne. Nach anschließender freischaffender Tätigkeit begann er 1968 eine Lehrtätigkeit an der Hochschule, ab 1968 auch als Dozent und Leiter der Fachklasse für Grafik und Illustration. 1980 wurde er zum Professor mit künstlerischer Lehrtätigkeit berufen, seit 2001 ist er emeritiert. Zu seinen Schülern und Schülerinnen gehörten unter anderem Michael Emig, Susann Hoch (* 1963), Christa Jahr, Erich Kissing, Annette Krisper-Beslic, Reinhard Minkewitz, Rainer Schade, Raimund Egbert-Giesen und Baldwin Zettl.
Nach dem Studium unternahm Kuhrt Studienreisen in die Sowjetunion (1970 und 1986) und die Schweiz (1978), nach Frankreich (1982) und Italien (1985).
Kuhrt war von 1962 bis 1990 Mitglied des Verbands Bildender Künstler der DDR, dessen Vorsitzender des Bezirksverbandes Leipzig er von 1978 bis 1983 war. Er hatte in der Zeit der DDR im In- und Ausland eine außerordentlich große Zahl von Einzelausstellungen und Ausstellungsbeteiligungen, u. a. von 1967 bis 1988 von der VI. Deutsche Kunstausstellung bis zu X. Kunstausstellung der DDR in Dresden.
Rolf Kuhrt lebt und arbeitet in Kirch Rosin (Mecklenburg-Vorpommern). Er ist mit der Graphikerin Angelika, geb. Schiller (* 1946), verheiratet.

## Museen und öffentliche Sammlungen mit Werken Kuhrts (unvollständig)
- Altenburg/Thür.: Lindenau-Museum
- Gera: Otto-Dix-Haus
- Nürnberg: Germanisches Nationalmuseum[1]

## Werke (Auswahl)
Holzschnitte

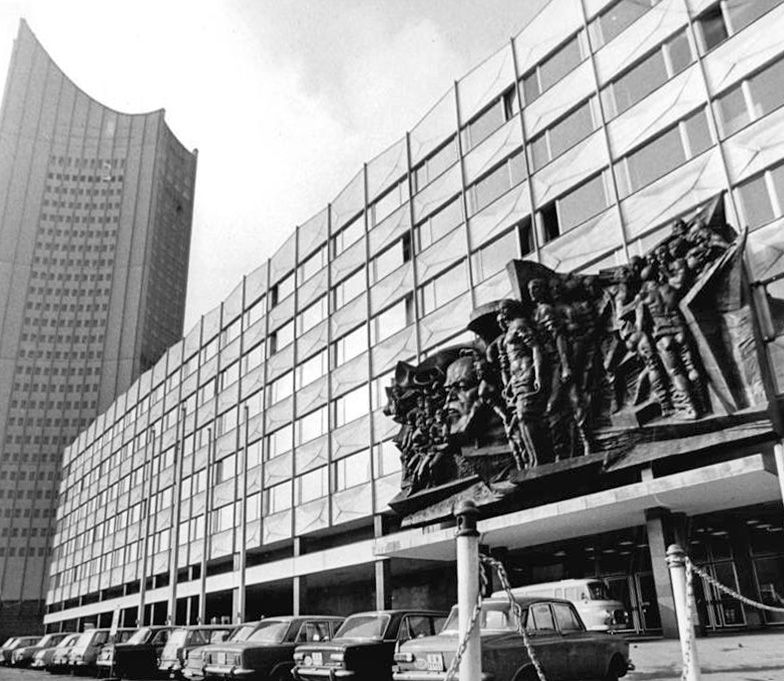
Das Bronzerelief Aufbruch am Haupteingang der Universität Leipzig entwarf Rolf Kuhrt zusammen mit Frank Ruddigkeit und Klaus Schwabe.

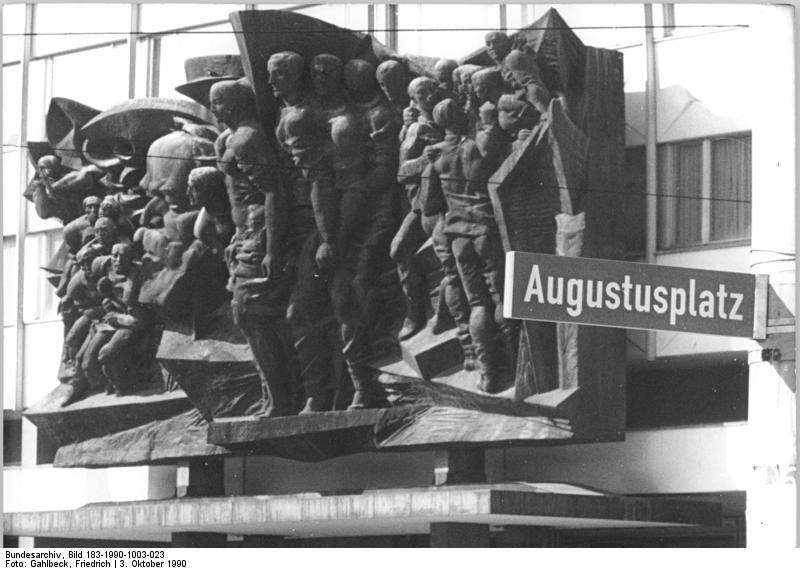
Das Marx-Relief mit einer Größe von 14 × 7 × 3 m wurde 1974 eingeweiht und 2006 demontiert.

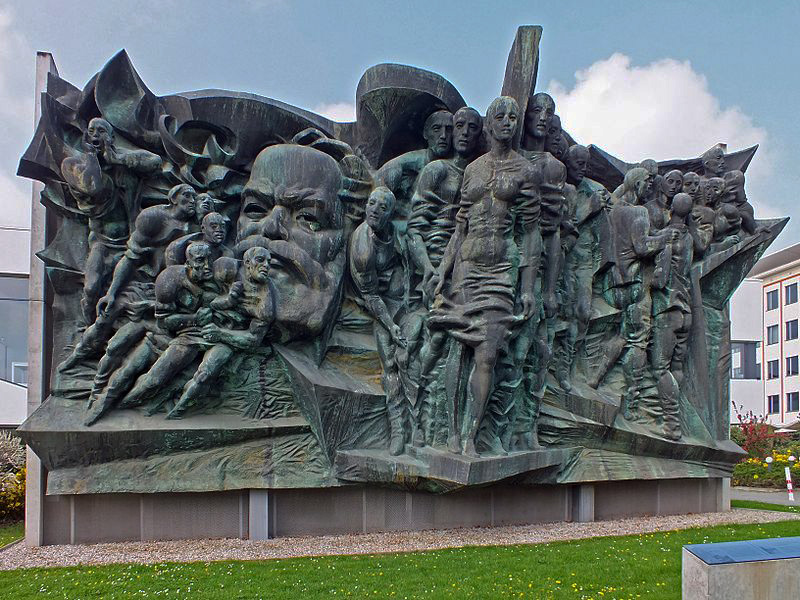
Relief „Aufbruch“ (1970–1974),
jetzt auf dem Campus Jahnallee

- 1972 Waffenübergabe eines Arbeiterveteranen an einen jungen Genossen der NVA
- 1973 Chile
- 1977 Terror
- 1979 Laokoon, Die Auferstehung in einer Menge
- 1980/82 Kassandra
- 1982 Der Zweifler
- 1983 Der auf das Wort setzt, glaubet durch Überzeugung; 40 × 50 cm

Gemälde und Zeichnungen
- 1982 Flucht (Öl auf Hartfaser)
- 1985 Die sich verkaufen (Öl auf Hartfaser)
- 1986 Brüssel 1986 (Kohle)
- 1986 Thälmanns Hinrichtung (Kohle/farbige Kreide)

Illustration für das Deutsche Nationaltheater Weimar (DNT)
- 1970 - 4 Federzeichnungen zu William Shakespeares König Richard II.
- 1973 - 4 Gouachen zu Saad Allah Wannus Der Kopf des Mamelucken Gaber
- 1977 - 5 Federzeichnungen zu Nikolai Gogols Der Mantel (Gogol)
- 1978 - 5 Federzeichnungen zu Shakespeares Komödie der Irrungen

Buchillustrationen
- 1964 Oscar Wilde: Der glückliche Prinz (Insel Verlag Leipzig, Insel-Bücherei)
- 1965 Oscar Wilde: Das Granatapfelhaus. Der Märchen zweiter Teil (Insel Verlag Leipzig, Insel-Bücherei)
- 1973 Wolfgang Eckert: Pardon – sagen wir du? Heitere Erzählungen (Mitteldeutscher Verlag Halle (Saale))
- 1974 Otto Gotsche: Zeitvergleich (Mitteldeutscher Verlag Halle)
- 1977 Émile Zola: Germinal (Verlag Neues Leben Berlin)

Theaterplakate
- 1966 Das Wintermärchen
- 1967 Leben Eduards des II. von England
- 1970 Zwischen den Gewittern
- 1971 König Richard II.
- 1972 Der kaukasische Kreidekreis
- 1974 Faust
- 1978 Das Käthchen von Heilbronn

## Ausstellungen (unvollständig)
- 1975 Genthin, Kreisheimatmuseum und Leipzig, „Wort und Werk“
- 1977 Leipzig, Bezirkskrankenhaus St. Georg und Berlin Klubgalerie „Johannes R. Becher“ Berlin
- 1979 Greifswald Greifengalerie
- 1982 Leipzig, Galerie im Hörsaalbau der Karl-Marx-Universität
- 1983 Meerane, Kleine Galerie des Kulturbundes
- 1984 Berlin, Galerie unter den Linden und Plauen, Galerie Vogtland
- 1985 Güstrow, Kersting-Klub und Potsdam, Staudenhofgalerie
- 1986 Leipzig, Museum der bildenden Künste
- 1987 Gera, Galerie am Markt und Suhl, Galerie
- 1988 Jena, Galerie im Stadthaus; Warnemünde, Galerie am Meer und Berlin Klubgalerie „Johannes R. Becher“
- 1989 Leipzig, Galerie am Thomaskirchhof
- 1992 Leipzig, Dresdner Bank
- 1993 Bad Steben
- 1994 Hannover, Galerie Bodek; Coburg, Kunstverein und Frankfurt am Main, Galerie spectrum
- 1995 Aschaffenburg, Galerie CasArte
- 1996 Hannover, Galerie Bodek
- 2006 Leipzig, Stadtgeschichtliches Museum
- 2016 Leipzig zum 80. Geburtstag, Alte Handelsschule, Leipzig

## Auszeichnungen
- 1965, 1968, 1972, 1977, 1982, 1984 und 1986 Preise im Wettbewerb Die besten Plakate des Jahres bzw. Die 100 besten Plakate des Jahres
- 1974 Kunstpreis der Stadt Leipzig (zusammen mit Frank Ruddigkeit und Klaus Schwabe)
- 1980 Kunstpreis der DDR[2]
- 1988 Nationalpreis der DDR für Kunst und Literatur III. Klasse („Für seinen bedeutenden Anteil an der Entwicklung der sozialistischrealistischen Grafik- und Zeichenkunst“)[3]